# ولتیج پیکچرز
ولتیج پیکچرز (انگلیسی: Voltage Pictures) ولتاژ پیکچرز یک شرکت تولید و پخش فیلم آمریکایی است که توسط نیکولاس چارتیه در سال ۲۰۰۵ تأسیس شد. طی این ۱۶ سال تاکنون ۱۸۰ عنوان فیلم توسط این کمپانی ساخته یا مشارکت شده و در مجموع دو جایزه گلدن گلوب و ۹ جایزه اسکار برای این شرکت به ارمغان آورده‌است.